# 里德尔贝格
里德尔贝格是德国莱茵兰-普法尔茨州的一个市镇。总面积5.23平方公里，总人口481人，其中男性237人，女性244人（2011年12月31日），人口密度92人/平方公里。